# Simon IV. von Montfort

Familienwappen Simons von Montfort

Simon (IV.) von Montfort (franz.: Simon de Montfort; † 1188) war ein Herr von Montfort, Rochefort und Épernon aus dem Haus Montfort-l’Amaury. Er war der zweite Sohn des Simon III. von Montfort († 1181) und der Mathilde.
Simon wurde in der Geschichtsforschung lange als identisch mit der Person seines Vaters identifiziert, weshalb die Ordnungszahl „IV.“ fälschlicherweise für seinen eigenen Sohn verwendet wurde, welcher aber richtigerweise der fünfte Simon von Montfort gewesen war.
Über Simon (IV.) selbst ist kaum etwas bekannt. Er erbte den Stammbesitz seiner Familie, während sein älterer Bruder Amalrich V. die Grafschaft Évreux erhielt. Bedeutend für die Familie war seine Ehe mit der anglo-normannischen Adligen Amicia de Beaumont, einer Tochter von Robert de Beaumont, 3. Earl of Leicester, wodurch die Familie Montfort eine Anwartschaft auf die englische Grafschaft Leicester erhielt. Simon wurde in der traditionellen Grabstätte seiner Familie in Hautes-Bruyères bestattet, seine Witwe heiratete in zweiter Ehe Guillaume II. des Barres.
Seine Kinder waren:
- Simon IV. († 1218), Herr von Montfort etc., 5. Earl of Leicester
- Guido († 1228), Herr von La Ferté-Alais, Bréthencourt und Castres
- Perenelle († 1216), ⚭ Barthélemy de Roye, königlicher Großkämmerer